# فريتز كلوسن
فريتز كلوسن (بالإنجليزية: Fritz Clausen)‏ هو لاعب كرة قاعدة أمريكي، ولد في 26 أبريل 1869 في نيويورك في الولايات المتحدة، وتوفي في 11 فبراير 1960 في ممفيس في الولايات المتحدة.

## وصلات خارجية
- فريتز كلوسن على موقعبيزبول رفرنس.كوم (الدوري الرئيسي) (الإنجليزية)
- فريتز كلوسن على موقعبيزبول رفرنس.كوم (الدوري الثانوي) (الإنجليزية)
- فريتز كلوسن على موقع إي إس بي إن.كوم (أم.أل.بي) (الإنجليزية)
- فريتز كلوسن على موقع مشجعي الرسوم البيانية (الإنجليزية)